# Misje dyplomatyczne Mołdawii

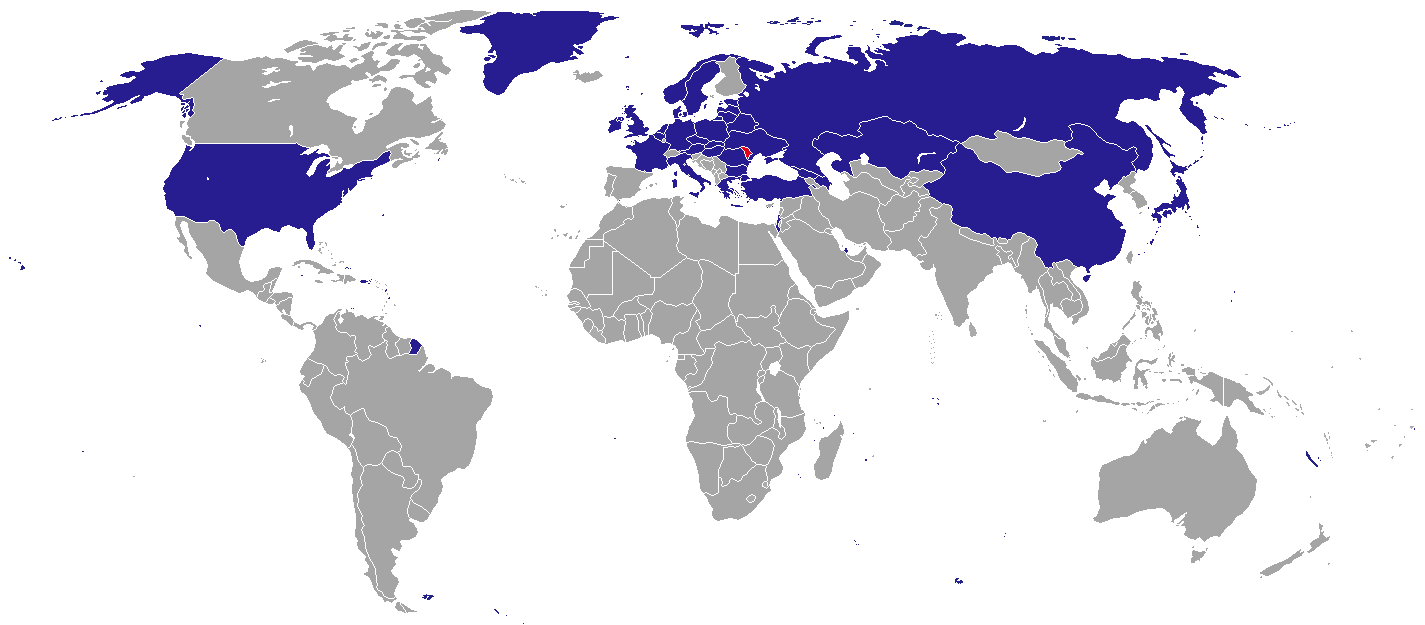
Kraje, w których Republika Mołdawii ma swoje przedstawicielstwa dyplomatyczne

Misje dyplomatyczne Mołdawii – przedstawicielstwa dyplomatyczne Republiki Mołdawii przy innych państwach i organizacjach międzynarodowych. Poniższa lista zawiera wykaz obecnych ambasad i konsulatów zawodowych. Nie uwzględniono konsulatów honorowych.

## Europa
- Austria
  - Wiedeń (Ambasada)
- Belgia
  - Bruksela (Ambasada)
- Białoruś
  - Mińsk (Ambasada)
- Bułgaria
  - Sofia (Ambasada)
- Czechy
  - Praga (Ambasada)
- Estonia
  - Tallinn (Ambasada)
- Francja
  - Paryż (Ambasada)
- Grecja
  - Ateny (Ambasada)
- Hiszpania
  - Madryt (Ambasada)
- Niemcy
  - Berlin (Ambasada)

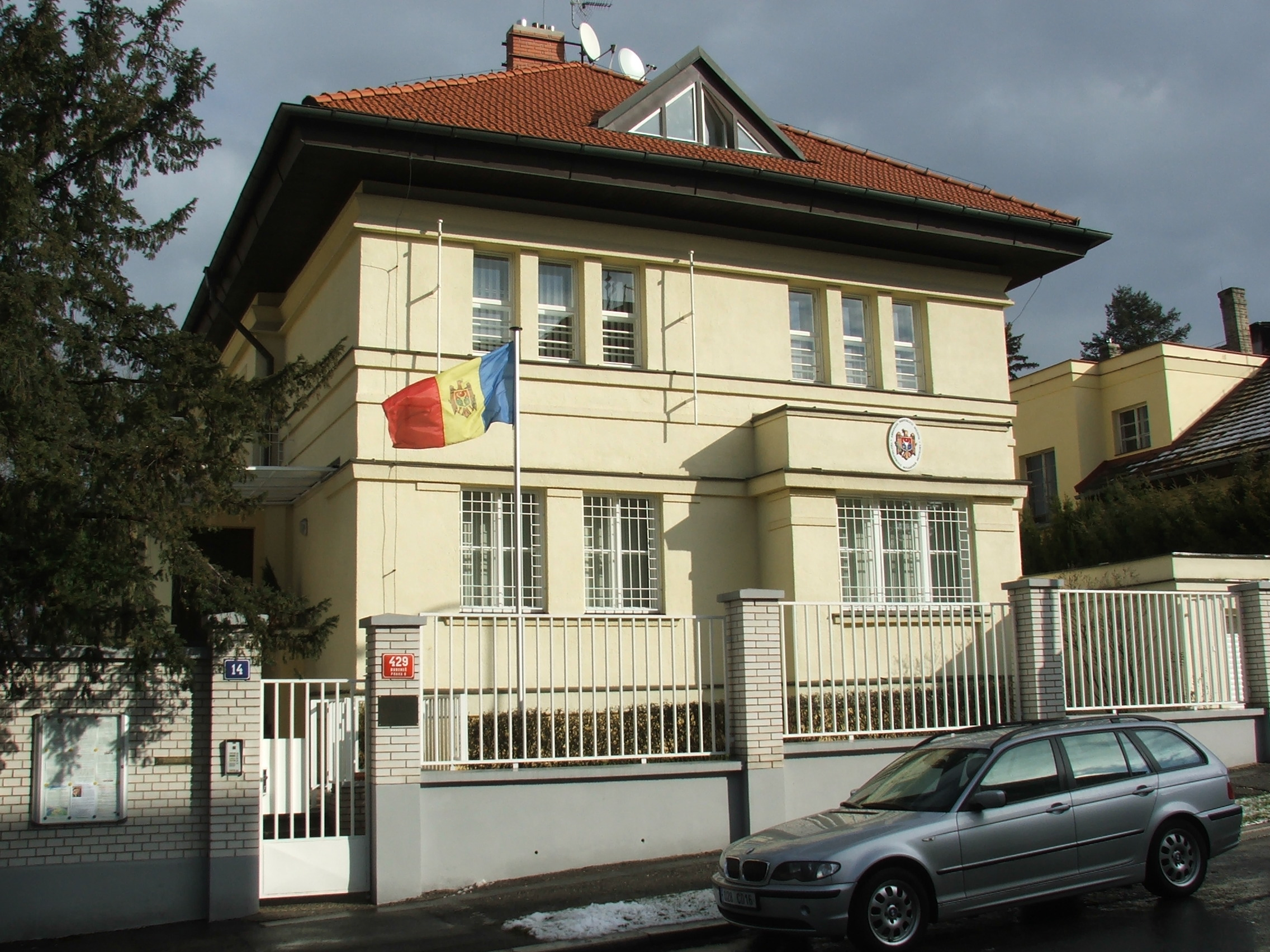
Ambasada Mołdawii w Pradzie

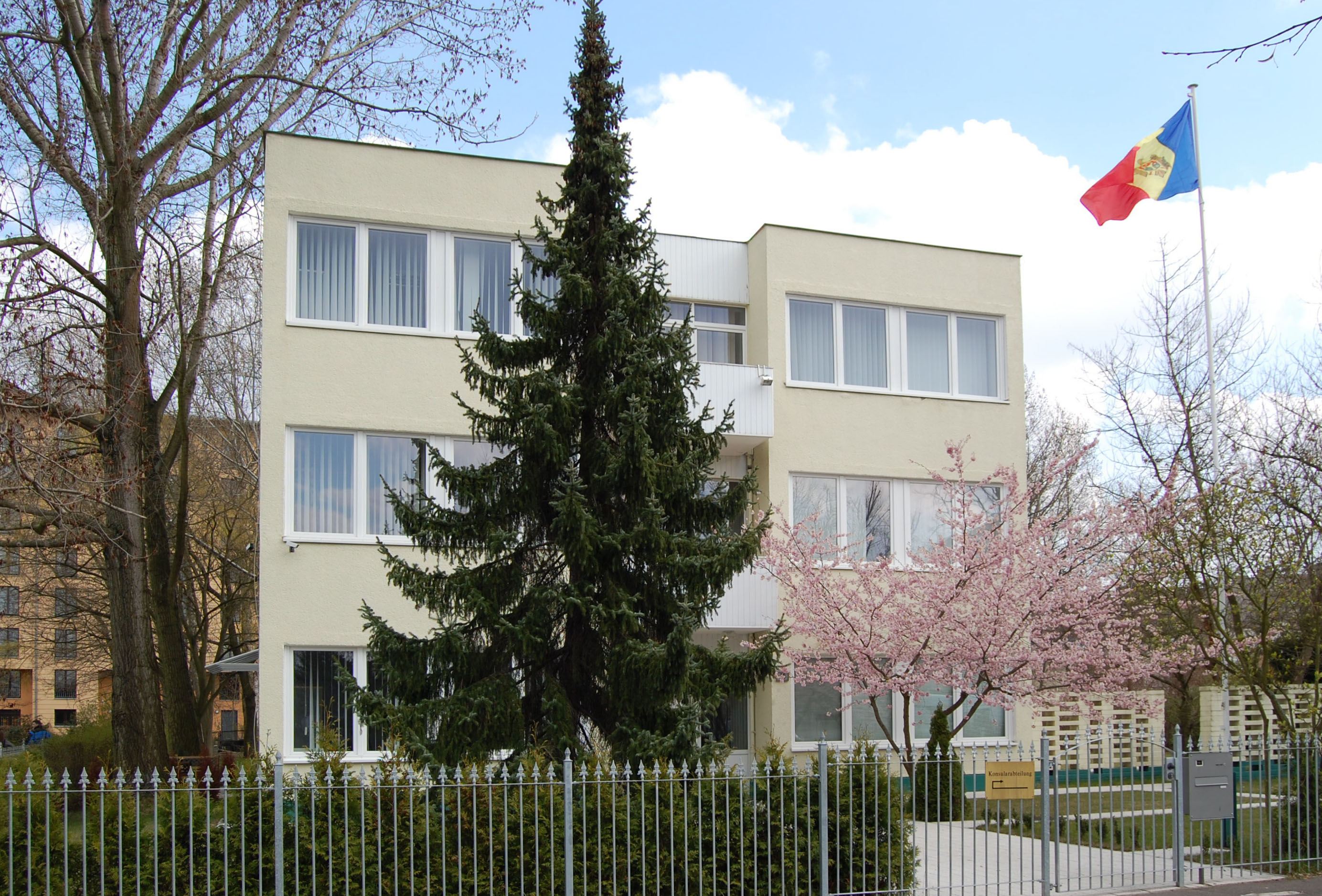
Ambasada Mołdawii w Berlinie

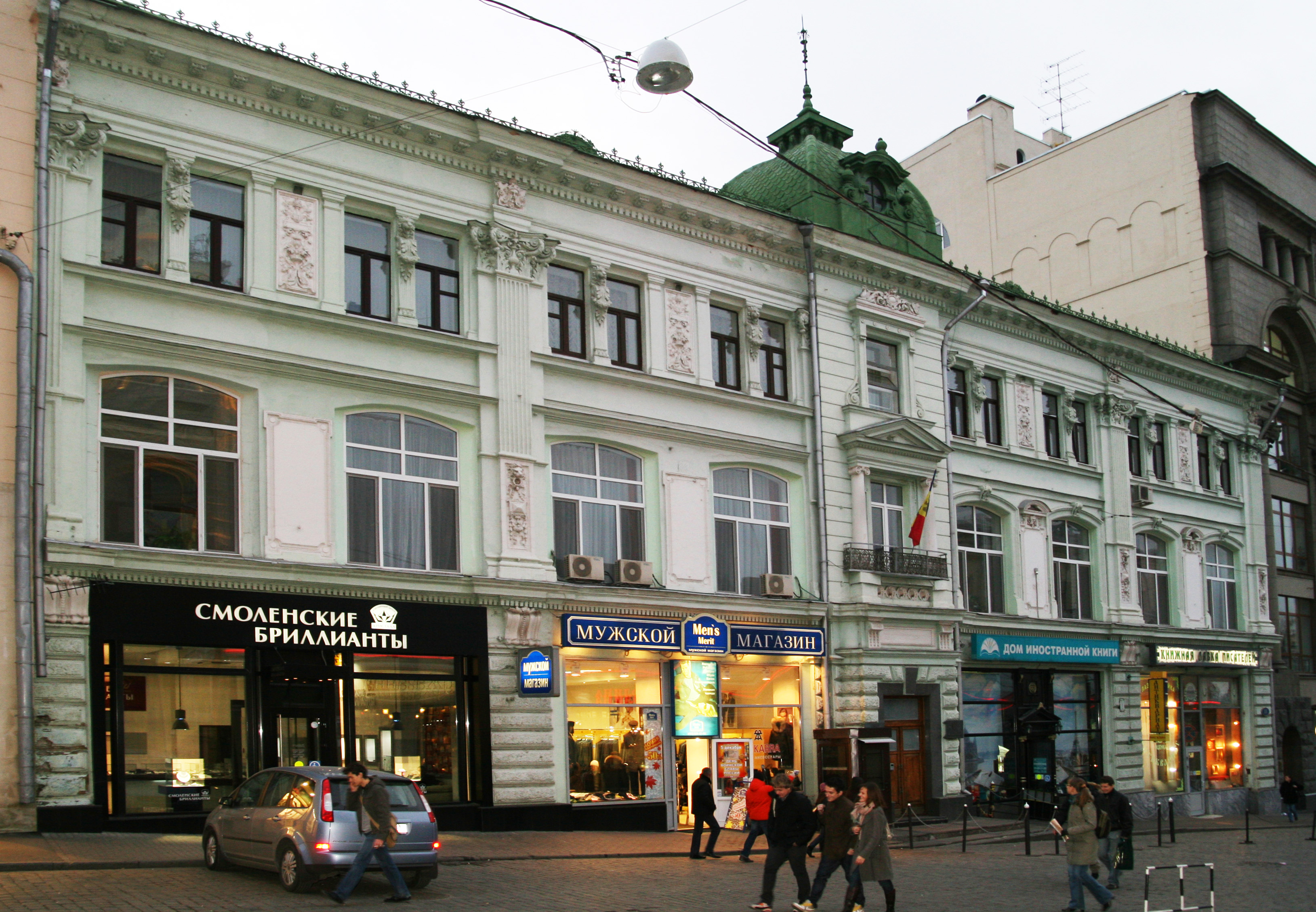
Ambasada Mołdawii w Moskwie

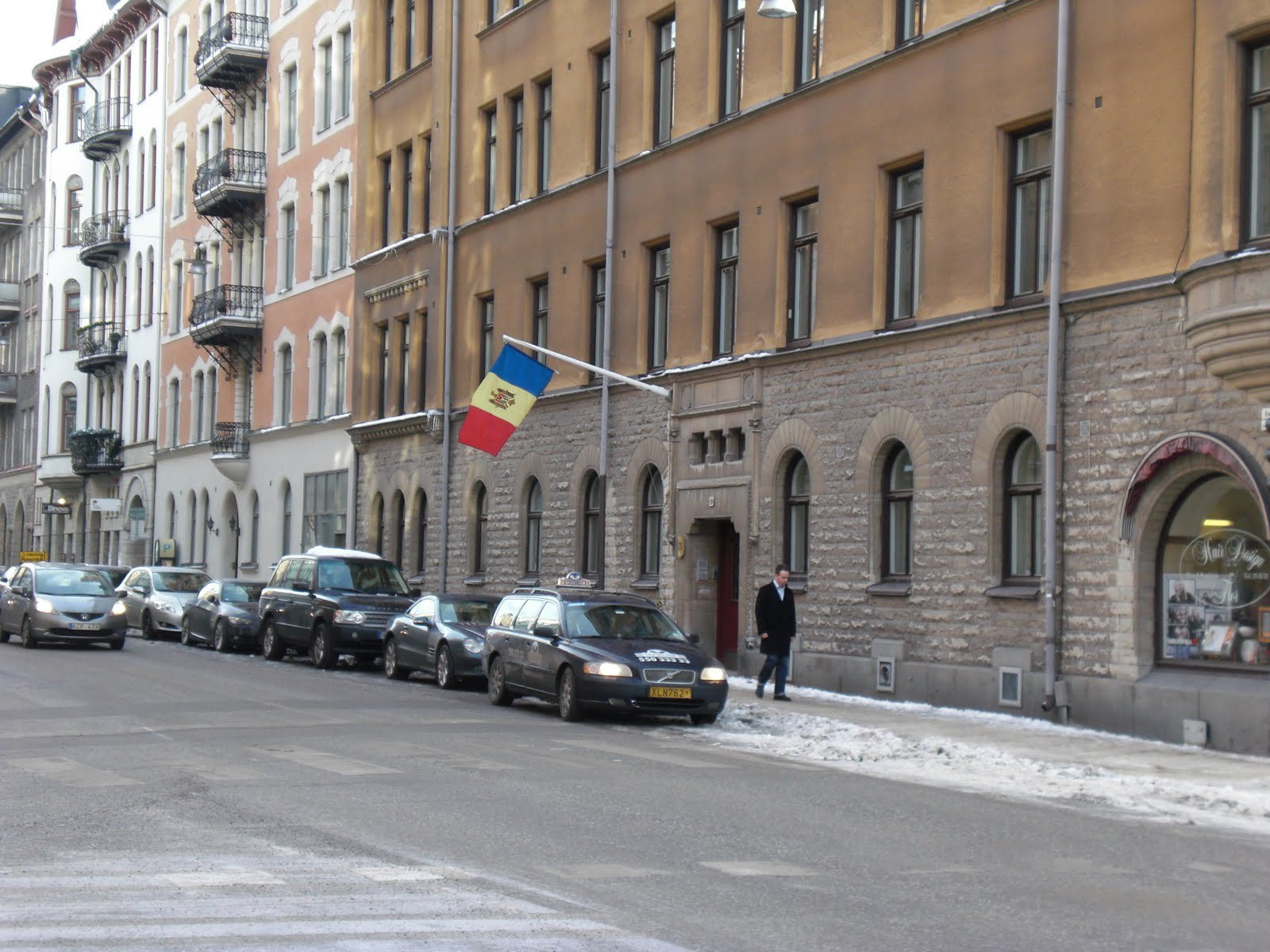
Ambasada Mołdawii w Sztokholmie

  - Frankfurt nad Menem (Konsulat generalny)
- Litwa
  - Wilno (Ambasada)
- Łotwa
  - Ryga (Ambasada)
- Polska
  - Warszawa (Ambasada)
- Portugalia
  - Lizbona (Ambasada)
- Rosja
  - Moskwa (Ambasada)
- Rumunia
  - Bukareszt (Ambasada)
  - Jassy (Konsulat generalny)
- Szwecja
  - Sztokholm (Ambasada)
- Turcja
  - Ankara (Ambasada)
  - Stambuł (Konsulat generalny)
- Ukraina
  - Kijów (Ambasada)
  - Odessa (Konsulat)
- Węgry
  - Budapeszt (Ambasada)
- Wielka Brytania
  - Londyn (Ambasada)
- Włochy
  - Rzym (Ambasada)
  - Bolonia (Konsulat generalny)

## Ameryka Północna, Środkowa i Karaiby

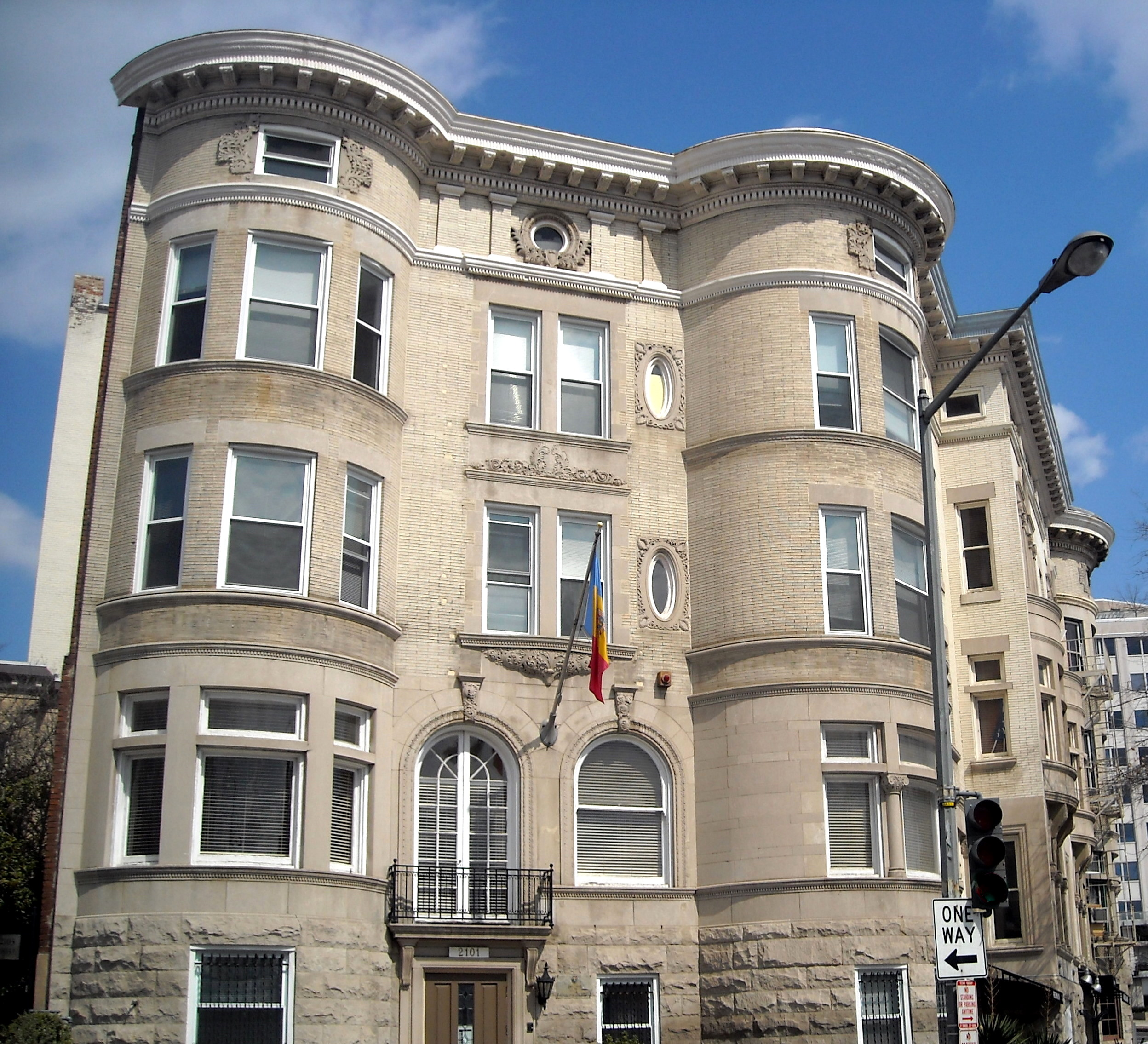
Ambasada Mołdawii w Waszyngtonie

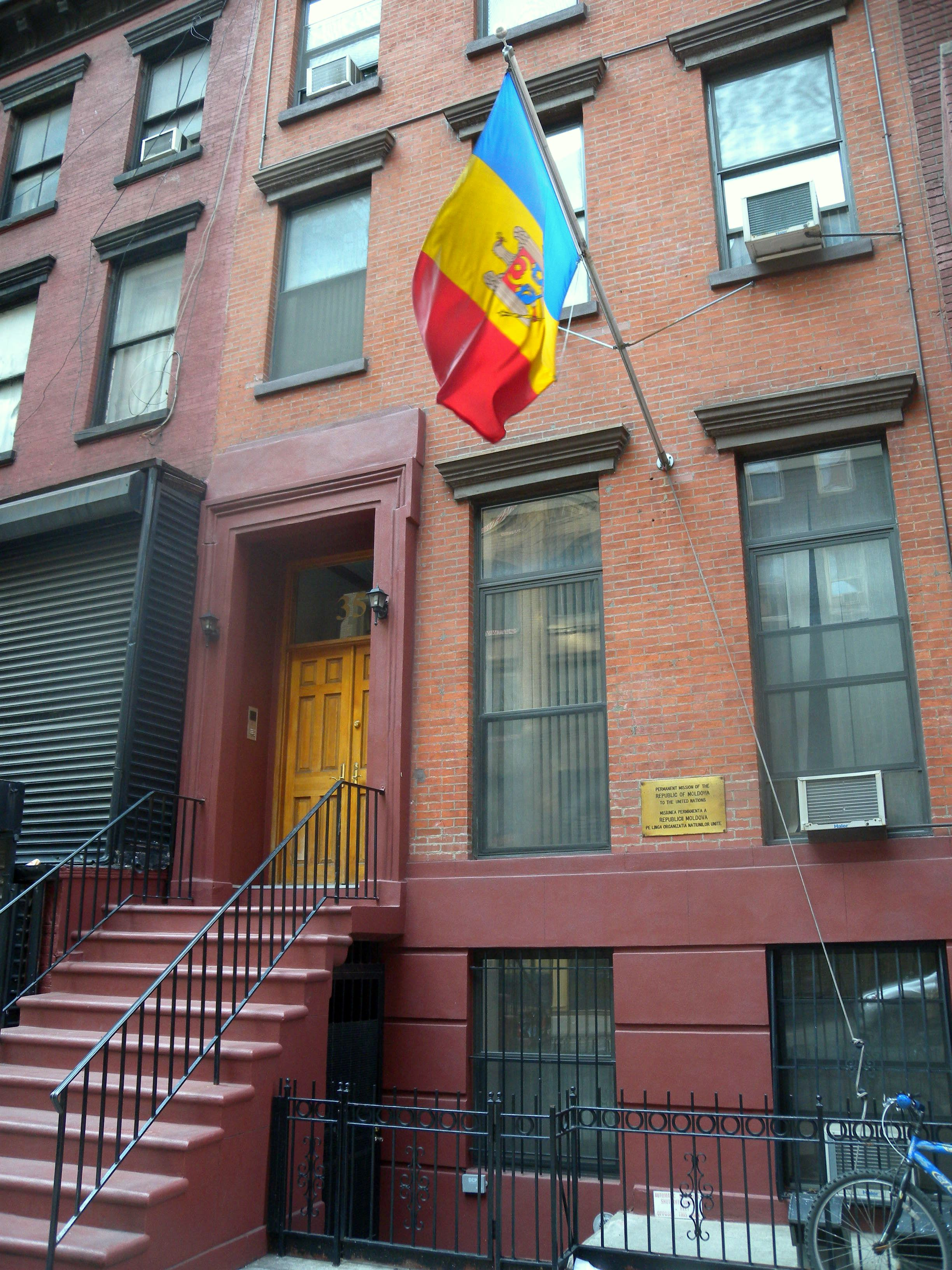
Stałe Przedstawicielstwo Mołdawii przy Organizacji Narodów Zjednoczonych

- Stany Zjednoczone
  - Waszyngton (Ambasada)

## Azja
- Azerbejdżan
  - Baku (Ambasada)
- Chiny
  - Pekin (Ambasada)
- Izrael
  - Tel Awiw-Jafa (Ambasada)

## Organizacje międzynarodowe
- Nowy Jork - Stałe Przedstawicielstwo przy Organizacji Narodów Zjednoczonych
- Genewa - Stałe Przedstawicielstwo przy Biurze Narodów Zjednoczonych i innych organizacjach
- Strasburg - Stałe Przedstawicielstwo przy Radzie Europy
- Bruksela - Misja przy Unii Europejskiej